# Shiritsu Justice Gakuen: Nekketsu Seisyun Nikki 2
Shiritsu Justice Gakuen: Nekketsu Seisyun Nikki 2 es una ampliación del videojuego Rival Schools: United by Fate (Shiritsu Justice Gakuen: Legion of Heroes).
Apareció exclusivamente en Japón para la consola PlayStation, y se trataba de la segunda parte del segundo CD incluido en la primera entrega, Shiritsu Justice Gakuen: Legion of Heroes (conocido como "Rival Schools: United by Fate" en EE. UU. y Europa).
Entre sus luchadores, podíamos encontrar a Sakura, una luchadora de Street Fighter. Además, al terminarnos el modo Arcade con ella, en el ending podíamos ver brevemente a Ryu (protagonista de Street Fighter).
- Datos: Q5938026